# Kamzík bělák
Kamzík bělák (Oreamnos americanus) je velký savec, který obývá pouze vysoké severoamerické skalnaté hory od Aljašky po Montanu, Idaho, Oregon a je vysazen v Jižní Dakotě, kam se dostává díky své horolezecké zdatnosti a kde se také chrání před dravci, kteří do takovýchto výšek nevystupují.

## Popis
Kamzík bělák má hustou bílou srst, která ho bezpečně chrání před mrazy. Svým dlouhým vousem, hlavou a krátkými zahnutými růžky připomíná spíše kozu, což dokazuje i jeho anglický název Mountain goat, v překladu doslova horská koza. Hřbet má v lopatkách prohnutý nahoru, což způsobuje, že vypadá, jako by měl malý hrb. Kopyta mají opatřena tvrdým, ostrým okrajem a měkkým, pružným nášlapním polštářkem, které způsobují pevné přilnutí jak ke skále, tak k ledu. Kamzík horský je mohutné zvíře, které dosahuje až 1,5 m na výšku a tělo je 1,3 až 1,6 m dlouhé. Obě pohlaví jsou si velice podobná. Zahnuté rohy dosahují 27 cm a mají je jak samci, tak samice.

## Způsob života
Kamzík bělák umí velice dobře šplhat po téměř příkrých a kluzkých skalách a nejčastěji obývá území ve výšce kolem 4000 m při okrajích sněhových polích. Jejich jídelníček tvoří téměř všechno zelené co v těchto výškách roste – od trávy, ostřic, výhonky a listy stromů až po lišejníky a mechy. Velice rádi mají slaný liz, ke kterému podnikají dlouhé a namáhavé výpravy. V zimě slézají do nižších výšek, kde není sníh příliš hluboký a občas se zatoulají i k mořskému pobřeží. Pokud je počasí příliš nepříznivé, zdržují se v jeskyních či pod skalními převisy.
Kamzík bělák žije v malých skupinkách, které se skládají z trvalých párů a samice rodí po 7 měsíční březosti jedno, vzácně dvě mláďata. Mláďata mají již od narození hustou srst a jsou neuvěřitelně aktivní, což dokazuje i to, že po více než půl hodině po narození jsou schopni skákat mezi skalami.
Na zimu kamzíkům narůstá dlouhá a hustá srst, který v jarních měsících (obyvykle v dubnu) líná ve velkých kusech a zůstává zachycena na keřích. Toho využívali severoameričtí indiáni, např. Sališové a Tlingitové, kteří vylínanou vlnou sbírali a používali ke tkaní pokrývek. Ke stejnému účelu užívali také srst z kamzíků, které ulovili pro maso. Indiáni v oblasti Britské Kolumbie a Aljašky kamzíky také zobrazovali na totemových sloupech a maskách.

## Poddruhy
U kamzíka běláka rozeznáváme čtyři poddruhy:
- Oreamnos americanus americanus,
- Oreamnos americanus kennedyi,
- Oreamnos americanus missoulai,
- Oreamnos americanus columbia

## Kamzík bělák v českých zoo
V České republice se kamzík bělák chová v Zoologické zahradě Děčín a Plzeň.